# Jürgen Paape
Jürgen Paape is een Duitse muziekproducent die mede-oprichter en mede-eigenaar is van het in Keulen gevestigde Kompakt-label. Paape is ook de oprichter van het label Lifeline Records.

## Discografie

### Singles
- "Reval" 1997
- "Triumph" 1998
- "Glanz" 1999
- "Belleville" 2000
- "So Weit Wie Noch Nie" 2002
- "Nord Nord-West" 2007
- "Speicher 45" 2007
- "Speicher 47" 2007
- "Ofterschwang" 2009